# Сокольники-Великі
Сокольники-Великі (пол. Sokolniki Wielkie) — село в Польщі, у гміні Казьмеж Шамотульського повіту Великопольського воєводства.
Населення — 281 особа (2011).
У 1975-1998 роках село належало до Познанського воєводства.

## Демографія
Демографічна структура станом на 31 березня 2011 року:
|          | Загалом | Допрацездатний вік | Працездатний вік | Постпрацездатний вік |
| -------- | ------- | ------------------ | ---------------- | -------------------- |
| Чоловіки | 141     | 34                 | 103              | 4                    |
| Жінки    | 140     | 28                 | 88               | 24                   |
| Разом    | 281     | 62                 | 191              | 28                   |